# Mattia Vlad Morleo

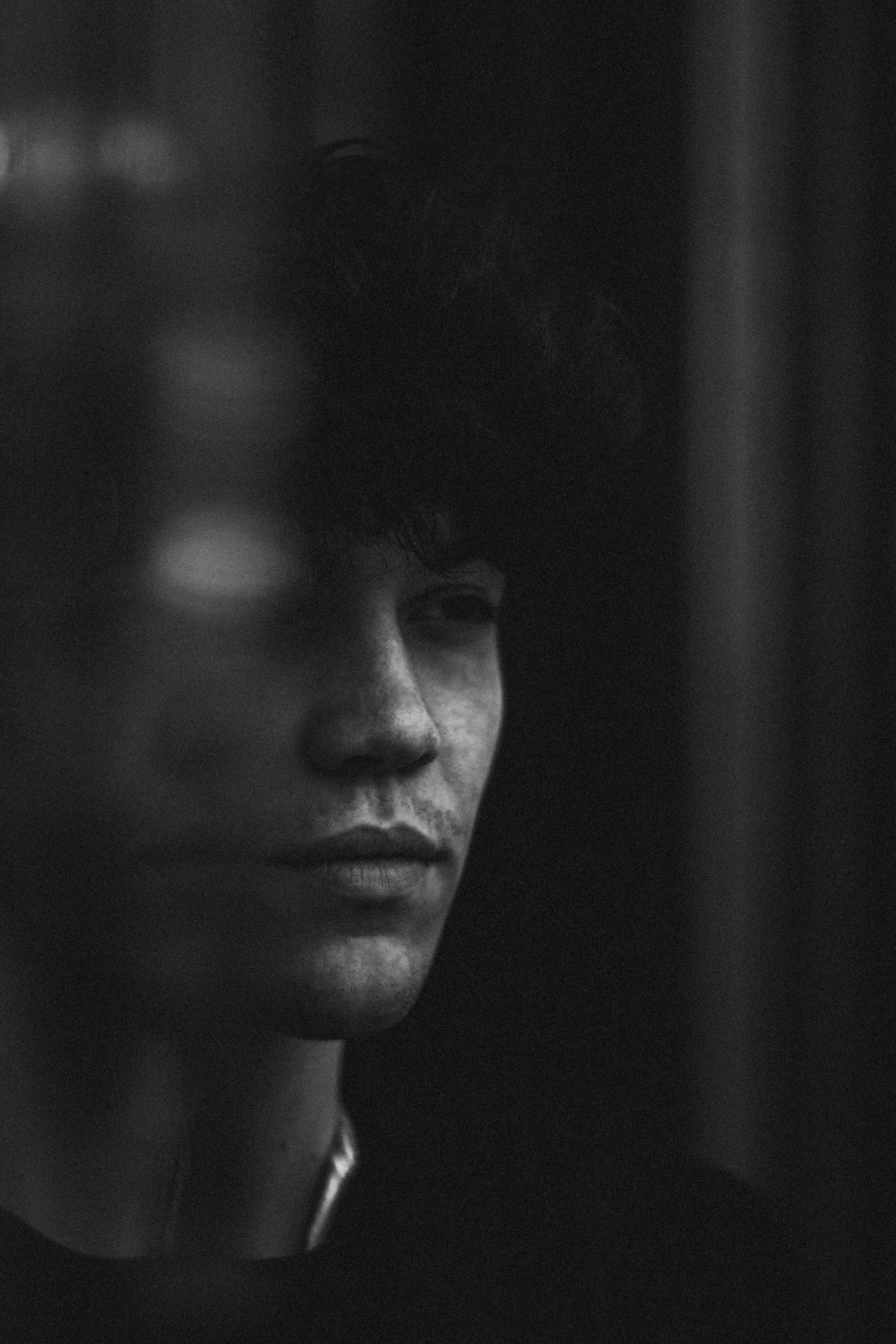
Mattia Vlad Morleo (2019)

Mattia Vlad Morleo (* 10. Oktober 2000 in Fasano, Apulien) ist ein italienischer Komponist und Musiker.

## Leben
Mattia Vlad Morleo begann im Alter von 8 Jahren das Klavierspielen. Später studierte er am Konservatorium Niccolò Piccinni in Bari. Mit seinen ersten Veröffentlichungen 2016 bekam er Aufträge im Bereich Radio, Film, Kunst und Werbung angeboten. Er ist der Sohn von Luigi Morleo. 2018 arbeitete er mit dem NPR-Radio zusammen.
Nationale Auftritte hatte er u. a. in Bari, Turin, Florenz bzw. Cagliari.

## Diskografie
Alben 
- 2017 The Flying of the Leaf,  Morleo Editore
- 2020 From That Dirty Glass,  1631 Recordings

 EPs 
- 2016 Respiro, Morleo Editore
- 2017 Perceptions, Morleo Editore
- 2019 Solo, Morleo Editore

 Singles 
- 2018 Latent Dream, Morleo Editore
- 2018 Sinless, Morleo Editore
- 2019 A Bird on the End, Morleo Editore

## Filmografie
Mattia Vlad Morleo komponierte die Musik für folgende Filme:
- 2016 Marlindo Paraíso e a Kombi do Amor, Kurzfilm
- 2017 Cántico en el Desierto, Dokumentation
- 2018 Abuelita, Kurzfilm
- 2018 Viktoria: A Short Tale About Bullying, Kurzfilm
- 2018 How to Spell Revenge, Kurzfilm
- 2019 Santa Subito, Dokumentation
- 2021 Drawing the Holocaust, Dokumentation[7]

## Auszeichnungen und Anerkennungen
- 2022 Premio Rota[8]